# Finanzgericht Mecklenburg-Vorpommern

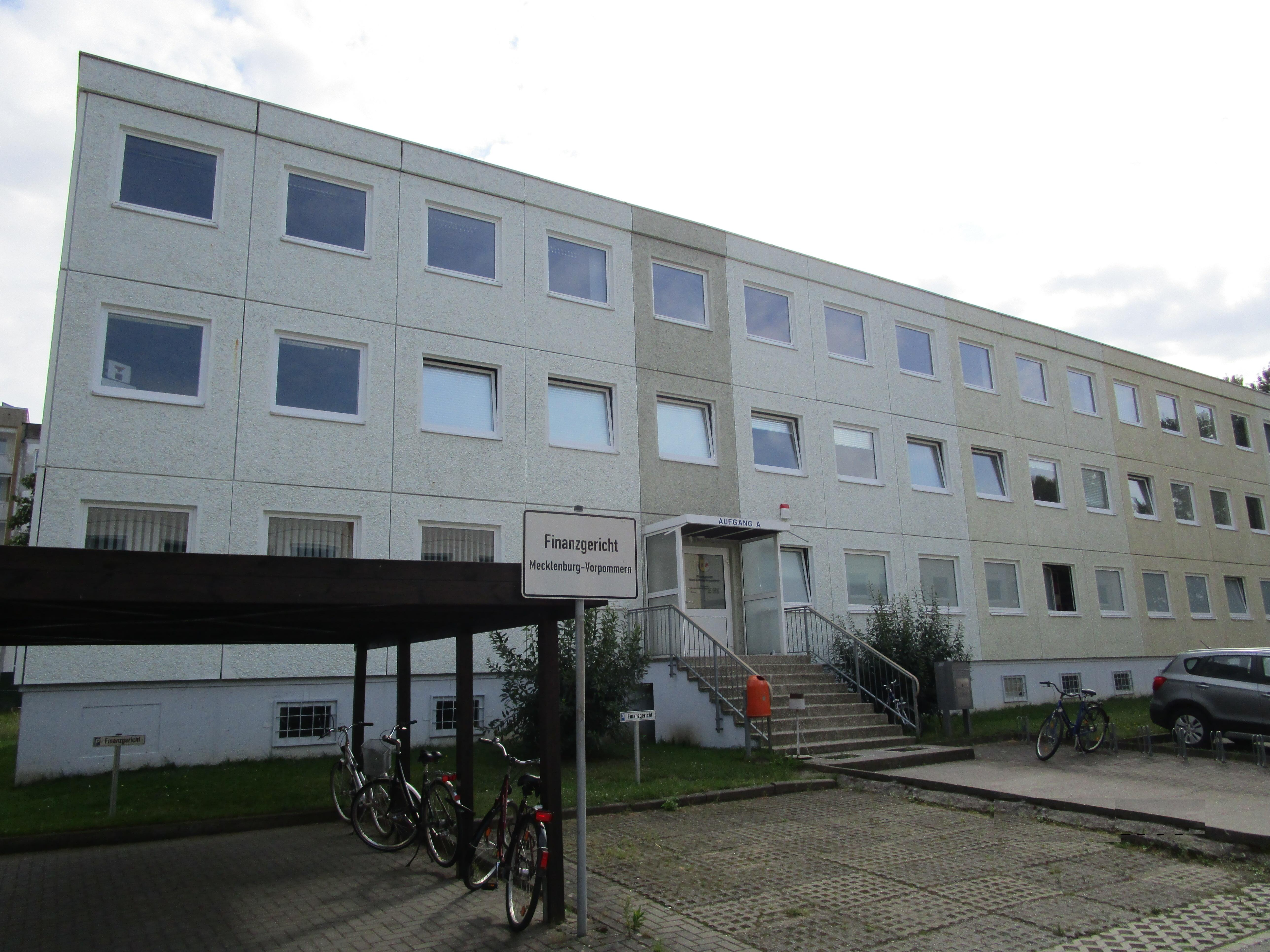
Finanzgericht M-V in Greifswald

Das Finanzgericht Mecklenburg-Vorpommern ist ein Gericht der Finanzgerichtsbarkeit und das einzige Finanzgericht des Bundeslandes Mecklenburg-Vorpommern. Nach Wiedervereinigung war es das erste Finanzgericht in den neuen Ländern.

## Geschichte
Gründungspräsident war Gerhard Völker. 2019 wurde Gabriele Janke zur Präsidentin des Finanzgerichts Mecklenburg-Vorpommern berufen. Damit stand erstmals eine Frau an der Spitze des Gerichts. Vor ihrer Ernennung hatten sich Finanzgericht und Oberverwaltungsgericht in Mecklenburg-Vorpommern jahrelang einen Präsidenten geteilt. Aus Gründen der Ämterhäufung wurde dies geändert.

## Gerichtssitz und -bezirk
Das Gericht hat seinen Sitz in der Hansestadt Greifswald.
Der Gerichtsbezirk umfasst das Gebiet aller Landkreise und kreisfreien Städte des Landes, mithin das Gebiet des ganzen Bundeslandes.

## Gebäude

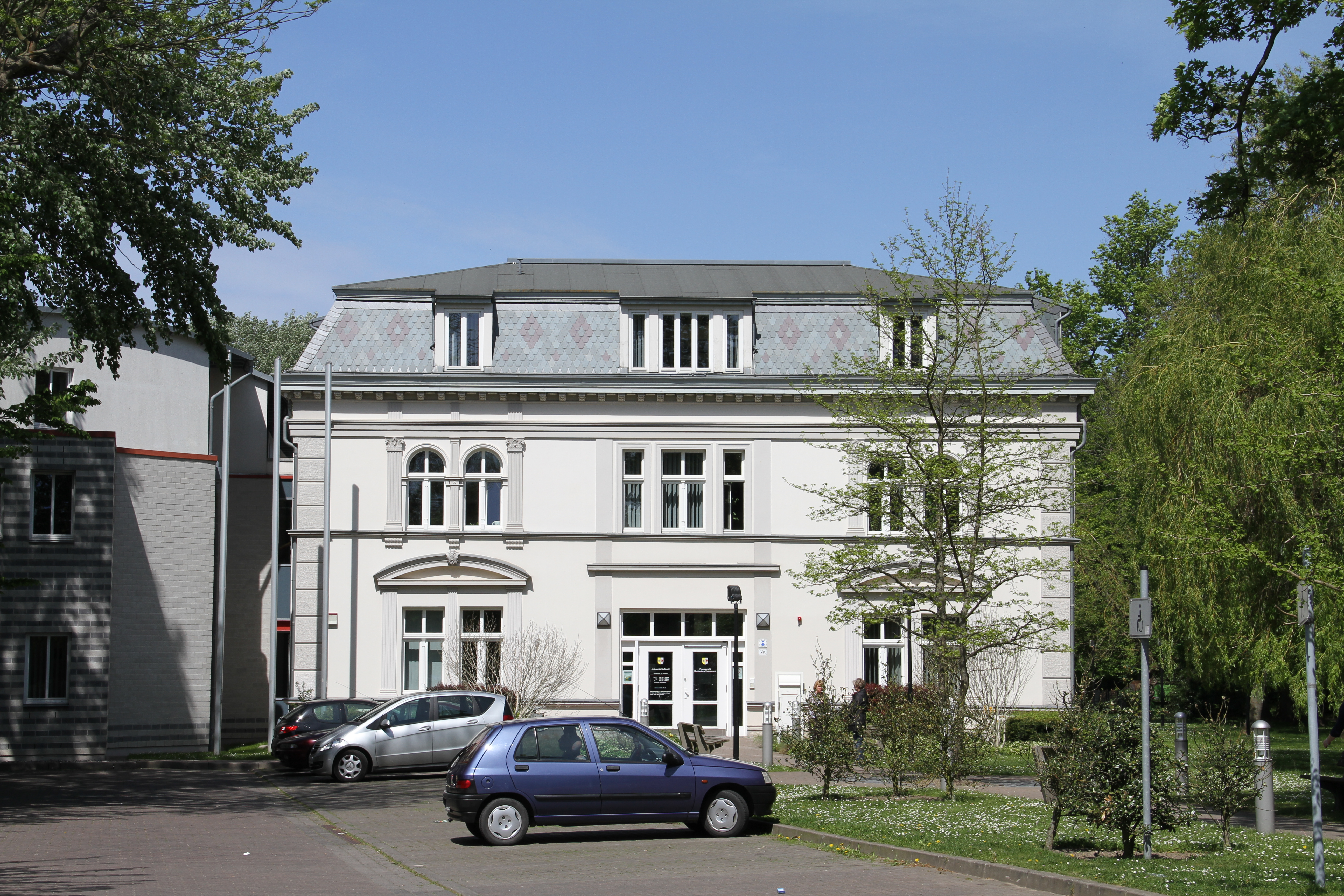
Ehemaliges Gebäude des Finanzgerichts Mecklenburg-Vorpommern

Am 3. September 2014 ist das Gericht in die Anschrift Spiegelsdorfer Wende Haus 1 umgezogen. Es befand sich zuvor in der Langen Straße 2a, wo auch das Amtsgericht Greifswald untergebracht ist.

## Übergeordnete Gerichte
Das Gericht ist dem Bundesfinanzhof nachgeordnet.

## Leitung

### Präsidenten
- 1992–2000: Gerhard Völker (* 17. März 1935). Er war vorher Vorsitzender Richter am Finanzgericht Berlin.
- 2000–2005: Helmut Wolf (Jurist)
- 2005–2011: Benno Scharpenberg
- 2012–2014: Michael Kävenheim
- 2014–2019: Michael Sauthoff[4][5]
- Seit 2019: Gabriele Janke.[6] Erste Frau an der Spitze des Finanzgerichts.

### Problem der Ämterhäufung
Michael Sauthoff war zugleich Präsident des Oberverwaltungsgerichts Mecklenburg-Vorpommern. Die Zusammenführung beider Ämter in einer Person stieß in der Richterschaft auf Kritik, auch der Präsident des Bundesfinanzhofs Rudolf Mellinghoff (selbst ehemals Richter an diesem Gericht) äußerte Bedenken. Der Bundesfinanzhof hat entschieden, dass ein Senat nicht ordnungsgemäß besetzt ist, wenn ein Finanzgerichtspräsident zugleich Gerichtspräsident in einer anderen Gerichtsbarkeit ist, der Geschäftsverteilungsplan aber nicht erkennen lässt, mit welchem Bruchteil seiner Arbeitskraft der „Doppelpräsident“ seinem Senat im Finanzgericht zugewiesen ist.